# Curaj, Mihaela!
Curaj, Mihaela! este un film românesc din 1974 regizat de Nell Cobar.